# Тома Росандић
Тома Росандић (крштено име Tomaso Vincenzo, Томазо Винченцо; Сплит, 22. јануар 1878 — Сплит, 1. март 1958) био je српски академски вајар и универзитетски професор.

## Биографија
Тома Росандић се родио у Сплиту, у породици радника каменоресца и зидара. После завршене основне школе, ради у радионици сплитског каменоресца Билинића, где се упознаје са Иваном Мештровићем. Школовао се у Бечу, у атељеу Ивана Мештровића. Своја дела је излагао у оквиру павиљона Краљевине Србије на међународној изложби у Риму 1911. године.
Пред Први светски рат настанио се у Београду. У току рата повлачио се са српском војском, те је ратне године провео у емиграцији. Након окончања Првог светског рата, Росандић постаје професор на Уметничкој школи у Београду. Он је 1929. године, направио кућу у улици Љубе Јовановића број 3, у којој је током наредних деценија живео и радио. Завештао ју је Београду, тако да се у њој, од 1963. године, налази музејска поставка која садржи аутентичан намештај, прибор и лична документа Томе Росандића, као и део његових радова.
Један је од оснивача Уметничке академије у Београду 1937. године и био је њен први ректор. Био је професор Уметничке школе у Београду.
Члан Српске краљевске академије је постао 2. марта 1946. године, а редовни члан Одељења ликовних и музичких уметности САНУ је постао 22. марта 1948. године.
Његов опус обухвата портрете, бисте, монументалне скулптуре, јавне и надгробне споменике, а једно од његових најпознатијих дела је скулптура „Играли се коњи врани“ која је израђена од бронзе и 1939. године постављена испред тадашње Скупштине (данашњи Дом Народне скупштине), у Београду.
Уз Сретена Стојановића, Риста Стијовића и Петра Палавичинија убраја се у протагонисте српске савремене скулптуре.
Његова супруга била је Марија Росандић. Живели су на Сењаку и нису имали деце.

## Галерија
- Главе Турака 1910. Народни музеј (Београд).
- Глава детета у ружичастом мермеру из 1911. Део колекције Адлигата
- Глава Христа 1915. (Музеј савремене уметности).
- Исус Христ, бронза, Легат Дејана Медаковића, Музеј града Београда
- Скулптура "Играли се коњи врани" испред Народне скупштине
- Бацач камена (1935), Народни музеј (Београд).
- Биста Стевана Тодоровића, Народни музеј (Београд).
- Рањени борац 1935, Калемегдан
- Маузолеј породице Петриновић, Супетар